# فراع البيض
الفراع البيض قرية سعودية، تتبع مركز جذم في محافظة الليث بمنطقة مكة المكرمة، تقع في شرق مدينة الليث بمسافة نحو (70) كم.

## التاريخ
قرية من قرى فهم منذ العهد الجاهلي الى يومنا هذا

## سكانها
يسكن الفراع البيض قبيلة آل عظيم من الحزمان من قبائل فهم